# سه کلاغ سیاه

الگوی شمعی سه کلاغ سیاه متشکل از سه شمع که در پی یکدیگر به سمت پایین نزول می‌کنند.

الگوی سه کلاغ سیاه (انگلیسی: Three black crows) یکی از الگوهای شناخته‌شده در تحلیل تکنیکال بازارهای مالی است که تحلیلگران بازار سهام از آن برای شناسایی آغاز روند نزولی و رکود احتمالی در بازار استفاده می‌کنند. این الگو از سه شمع نزولی متوالی تشکیل شده است که در سه سشن معاملاتی پیاپی ظاهر می‌شوند. هر یک از این شمع‌ها معمولاً بدنه‌ای بلند دارد و به صورت پلکانی به سمت پایین حرکت می‌کنند. ویژگی مهم این الگو آن است که هر شمع جدید در محدودۀ قیمتی شمع پیشین و به‌طور ایده‌آل در حوالی قیمت میانی روز قبل باز می‌شود. همچنین، بسته شدن هر شمع باید به تدریج در سطوح پایین‌تر نسبت به شمع قبل باشد، به گونه‌ای که در کوتاه‌مدت یک کف قیمتی جدید ایجاد شود.
ظهور این الگو معمولاً به عنوان نشانه‌ای قوی از تغییر روند تلقی می‌شود و حاکی از تضعیف قدرت خریداران و غلبه فروشندگان بر بازار است. از این رو، الگوی سه کلاغ سیاه می‌تواند هشداردهندۀ آغاز روند نزولی در بازار و پایان یک روند صعودی باشد.
الگوی سه کلاغ سیاه به‌عنوان یکی از الگوهای بازگشتی معتبر، به تأیید پایان روند صعودی و تغییر تمایلات بازار به سمت منفی کمک می‌کند. این الگو به تحلیلگران و معامله‌گران این هشدار را می‌دهد که فشار فروش در بازار افزایش یافته و احتمال آغاز یک روند نزولی جدی وجود دارد.
استیو نیسون، از پیشگامان معرفی نمودارهای شمعی ژاپنی به دنیای غرب، در کتاب خود با عنوان تکنیک‌های نمودار شمعی ژاپنی، درباره این الگو می‌نویسد: «سه کلاغ سیاه احتمالاً برای معاملات بلندمدت مفید خواهند بود».
این الگوی شمعی مشابه الگوی دیگری به نام سه سرباز سفید است که به شناسایی بازگشت صعودی یا جهش بازار کمک می‌کند.

## در ادامه مطلب
- تکنیک‌های نمودار شمعی ژاپنی از استیو نیسون. منتشر شده توسط موسسه مالی نیویورک. شابک ‎۰−۷۳۵۲−۰۱۸۱−۱